# Dock (portuaire)

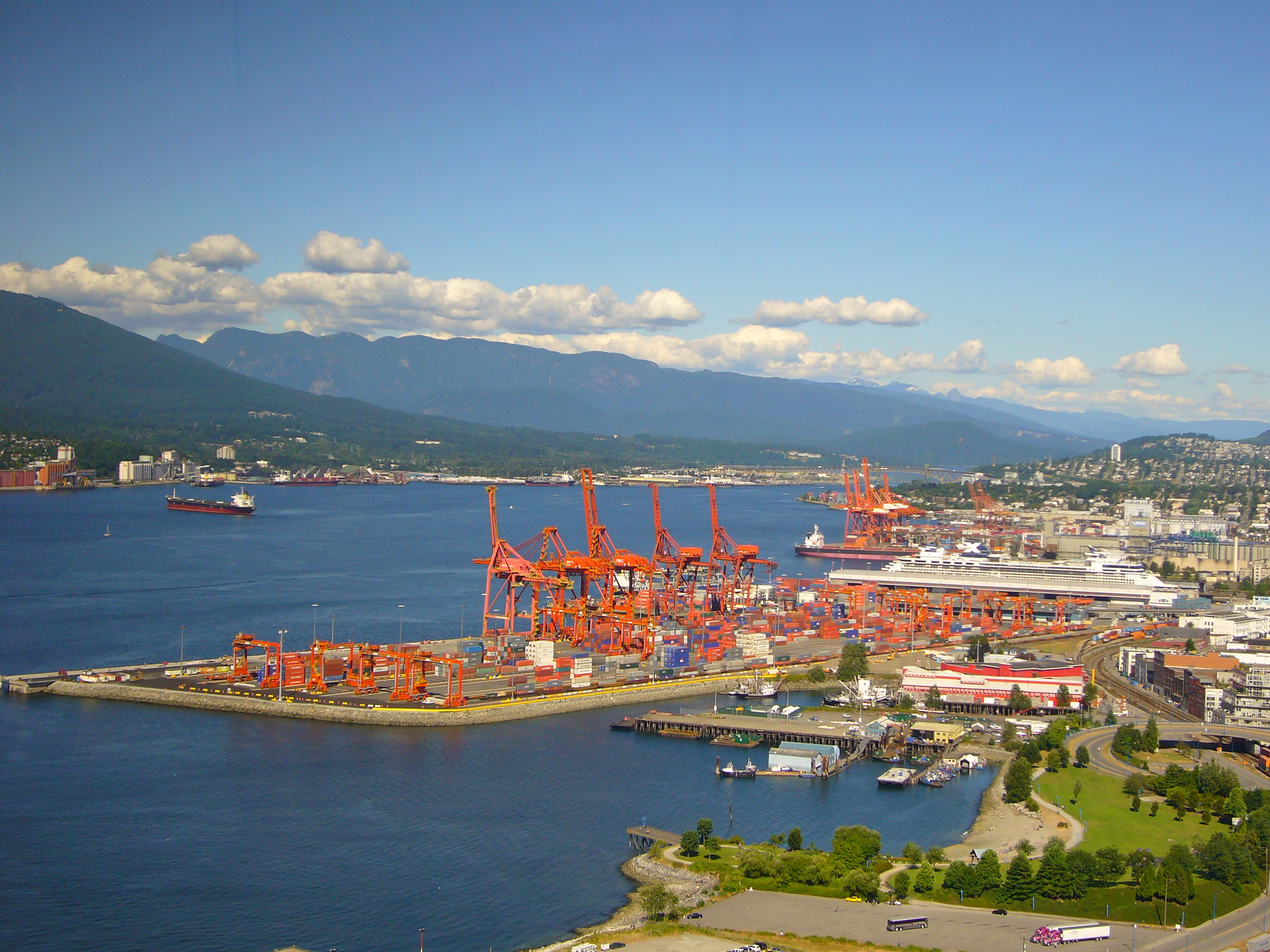
Docks de Vancouver

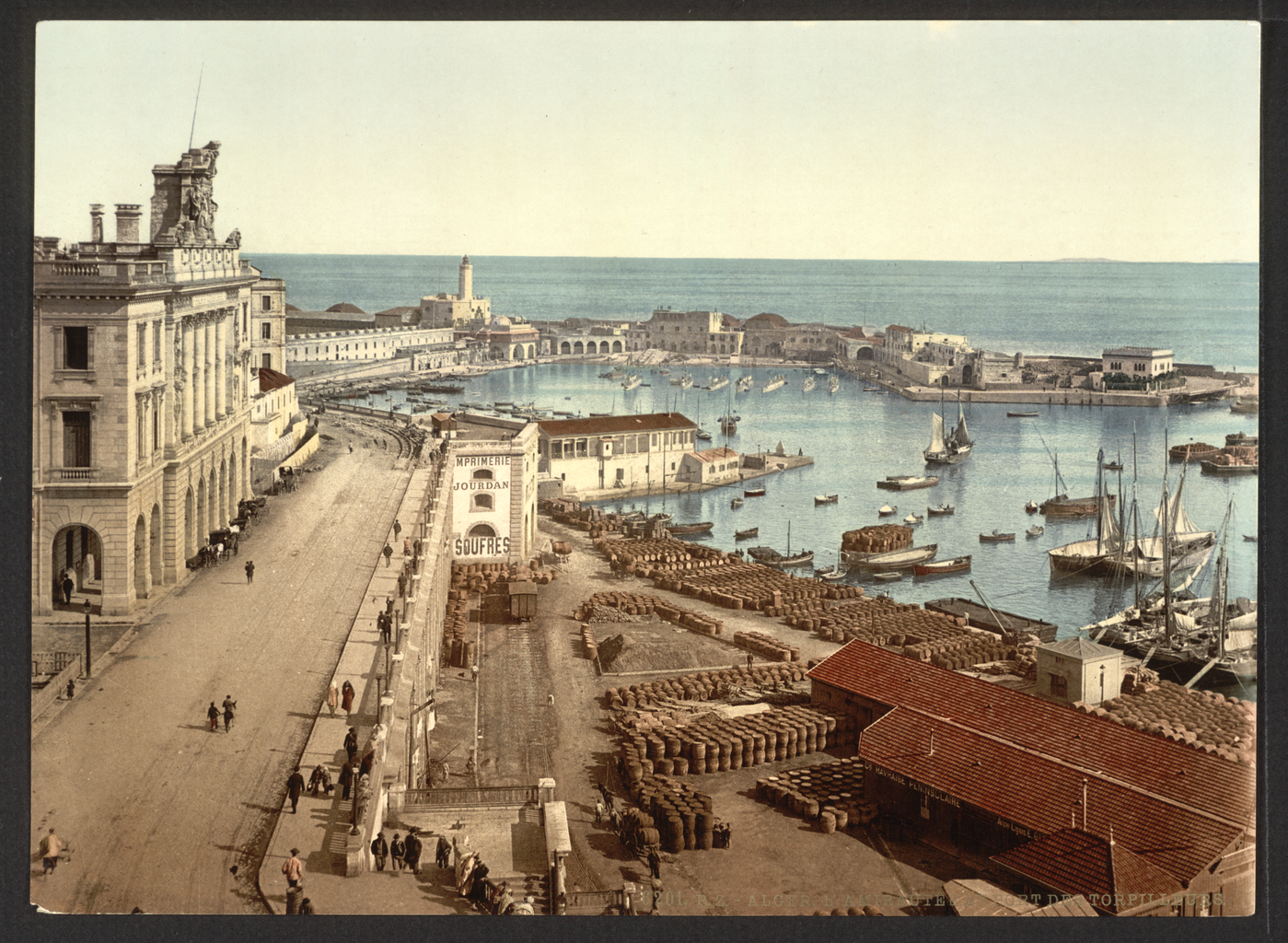
Docks du port d'Alger en 1890

Dock est un anglicisme pour désigner l'endroit d'un port où s'opèrent les échanges de marchandises. Il désigne à la fois les bassins, les quais, les installations et les hangars. Le terme est souvent employé au pluriel, "les docks", notamment dans le sens de "quartier".

La personne y travaillant est appelé docker. Un dock flottant est une cale sèche flottante.
Au Canada, l'Office québécois de la langue française préconise l'usage des termes « quais » ou « bassin portuaire ».